# ریخک علیا
ریخک علیا که در محاوره ریخک یاد می‌شود، روستایی از توابع بخش مرکزی شهرستان سرپل ذهاب در استان کرمانشاه ایران است.
این روستا در جنوب غربی شهر سرپلذهاب قرار دارد

این روستا دارای چهره های سیاسی مطرحی در سطح کشور مانند مهندس علی‌اشرف حیدری و دکتر ایرج حیدری می‌باشد.
مجموعه‌ی داستانی به نام «ریخک» که سرگذشت تخیلی آمیخته با احساسات شخصی است توسط یکی از اهالی این روستا به نام علی غلامی که از اهالی این روستا می باشد منتشر شده است. محتوای این کتاب از جانب اهالی روستا رد یا تایید نمیشود.

## جمعیت
این روستا در دهستان حومه‌سرپل قرار دارد و براساس سرشماری مرکز آمار ایران در سال ۱۳۸۵، جمعیت آن ۹۲ نفر (۱۷خانوار) بوده‌است.